# Geografia da cidade do Rio de Janeiro

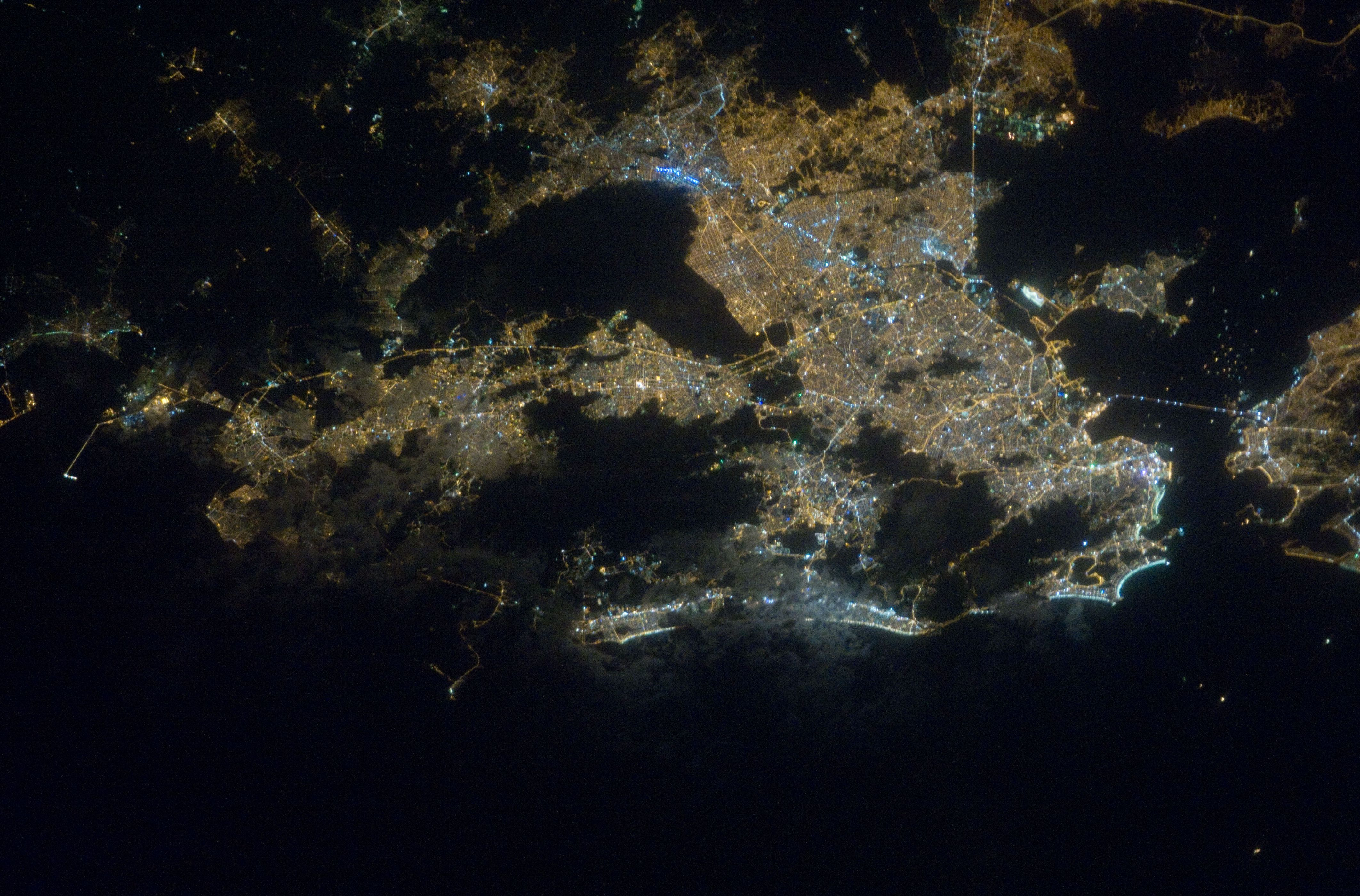
Imagem do Rio de Janeiro a partir da Estação Espacial Internacional.

A Geografia da cidade do Rio de Janeiro é constituída de acidentes geográficos variados como maciços, baías, ilhas, restingas, lagoas, serras, rios e morros. Localizada à margem da baía de Guanabara e ocupando a Ilha do Governador e Ilha de Paquetá, a cidade se estende até a Restinga de Marambaia próxima a região de Campo Grande com a Serra do Mendanha. Ao norte, é limitada geograficamente pelo rio Pavuna que faz a divisa com os municípios de Nilópolis, São João de Meriti e Duque de Caxias. O Rio de Janeiro está assentado sobre três grandes maciços: Pedra Branca, Gericinó, e o da Tijuca ou da Carioca, sobre o qual irrompem morros e picos de interesse turístico como por exemplo o pico da Tijuca, Bico do Papagaio, Andaraí, Pedra da Gávea, Corcovado e o Pão de Açúcar.
O litoral é extenso e inclui mais de 100 ilhas e desdobra-se na baía de Guanabara, oceano Atlântico e na baía de Sepetiba que a abrange a Restinga da Marambaia. O litoral da baía de Guanabara é recortado e em suas margens, situam-se o centro comercial e subúrbios industriais. A parte atlântica expressa alternâncias da geografia entre o maciço da Tijuca, incluindo a pedra da Gávea, e as praias da Barra da Tijuca e Recreio dos Bandeirantes. As principais lagoas da cidade são Marapendi, Jacarepaguá e Rodrigo de Freitas.
O clima tropical atlântico, classificado como Aw segundo o modelo de Köppen, sofre efeito perceptível da maritimidade traduzindo-se em amplitudes térmicas relativamente baixas. Os verões são quentes e úmidos, enquanto os invernos apresentam-se amenos e com regime de chuvas mais restrito. Devido à concentração de edifícios nas regiões urbanas centrais, mais afastadas do litoral, é comum o surgimento de ilhas de calor, com termômetros superando a marca dos 40 °C.
A cidade conta com parques e reservas ecológicas, como o Parque Nacional da Tijuca, considerado "Patrimônio Ambiental e Reserva da Biosfera" pela UNESCO, o Parque Estadual da Pedra Branca, o Complexo da Quinta da Boa Vista e o Jardim Botânico, o Jardim Zoológico do Rio, o Campo de Santana e o Parque da Catacumba na Lagoa e ainda na Zona Oeste do Rio de Janeiro, se destacam parques como: o Parque Ecológico Chico Mendes, no Recreio dos Bandeirantes, o Parque Municipal da Serra do Mendanha próximo as regiões de Bangu, Gericinó e Campo Grande, Reserva de Marapendi, local para preservação da Lagoa de Marapendi e seu ecossistema de restinga, e a Reserva Biológica de Guaratiba local onde preserva-se a vegetação litorânea e de mata atlântica próxima ao litoral, o Local dispõe ainda de praias desertas ou semi-desertas como: Prainha, Abricó, Grumari, Meio, do Inferno, Perigoso e Funda.

## Relevo

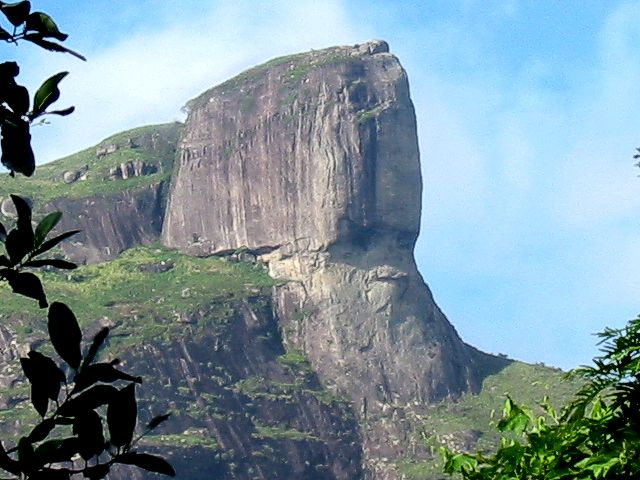
A Pedra da Gávea, uma das maiores elevações rochosas da cidade, é o maior bloco de pedra à beira-mar do planeta, com 842 metros de altitude.

A cidade do Rio de Janeiro ocupa a margem ocidental da baía de Guanabara e algumas de suas respectivas ilhas (como Governador e Paquetá), e desenvolveu-se sobre estreitas planícies aluviais comprimidas entre montanhas e morros. A serra do Mar, rebordo do planalto Atlântico, ergue-se a noroeste, distando cerca de 40 quilômetros do litoral, e divisa a metrópole do interior.
O Rio de Janeiro está assentado sobre três grandes maciços:o da Pedra Branca, que atravessa a cidade no sentido leste-oeste (onde se encontra o ponto culminante do município, o pico da Pedra Branca, de 1 024 metros); o de Gericinó, ao norte (com o pico do Guandu, de 900 metros); e o da Tijuca ou da Carioca, sobre o qual irrompem morros e picos, alguns cobertos por exuberante vegetação, de grande interesse turístico: o pico da Tijuca (1 022 m), o Bico do Papagaio (975 m), o Andaraí (900 m), a Pedra da Gávea (842 m), o Corcovado (704 m), o Dois Irmãos (533 m) e o Pão de Açúcar (395 m), que se encontra à entrada da baía.

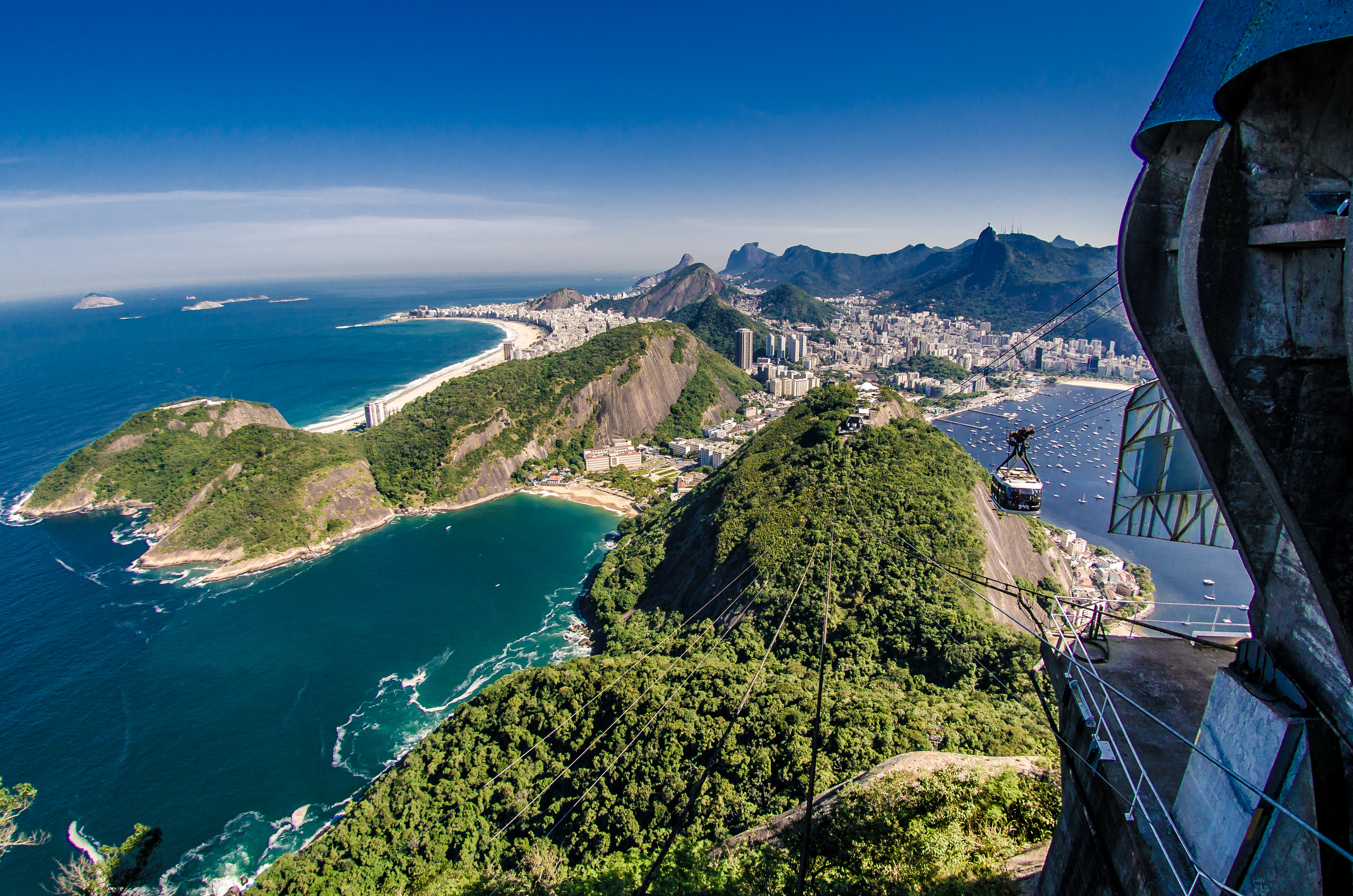
Urca e Copacabana vistas do Pão de Açúcar.

Seu litoral tem 197 quilômetros de extensão, inclui mais de 100 ilhas que ocupam 37 km², e desdobra-se em três partes, voltadas à baía de Sepetiba, ao oceano Atlântico e à baía de Guanabara. O litoral da baía de Sepetiba tem como único acidente geográfico de expressão a Restinga da Marambaia e é arenoso, baixo e pouco recortado. O litoral da baía de Guanabara é recortado, baixo, abarca muitas ilhas (como a do Governador, de 29 km², local do Aeroporto Internacional do Galeão) e, em suas margens, situam-se o centro comercial e os subúrbios industriais. O litoral Atlântico expressa alternâncias consideráveis, apresentando-se ora alto, quando em contato com as ramificações costeiras dos maciços da Pedra Branca e da Tijuca, ora baixo, trecho pelo qual se estendem as praias de Copacabana, Ipanema, Leblon, Barra da Tijuca e Recreio dos Bandeirantes, todas integradas à paisagem urbana.
Diversas lagoas, como as da Tijuca, Marapendi, Jacarepaguá e Rodrigo de Freitas formaram-se nas baixadas, muitas de terreno pantanoso a ainda não completamente drenado.

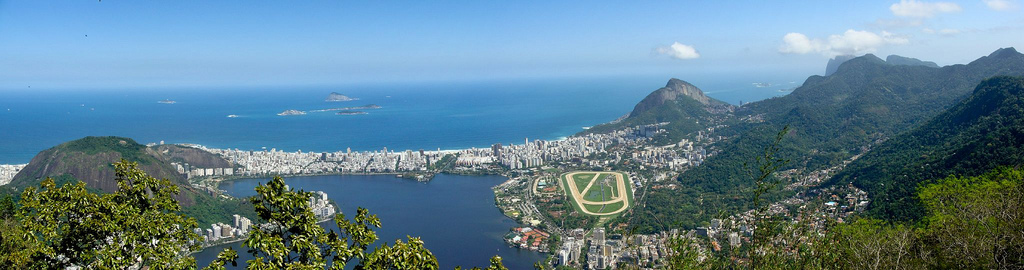
Panorama da cidade vista do Corcovado, com destaque para a Lagoa Rodrigo de Freitas.

## Clima

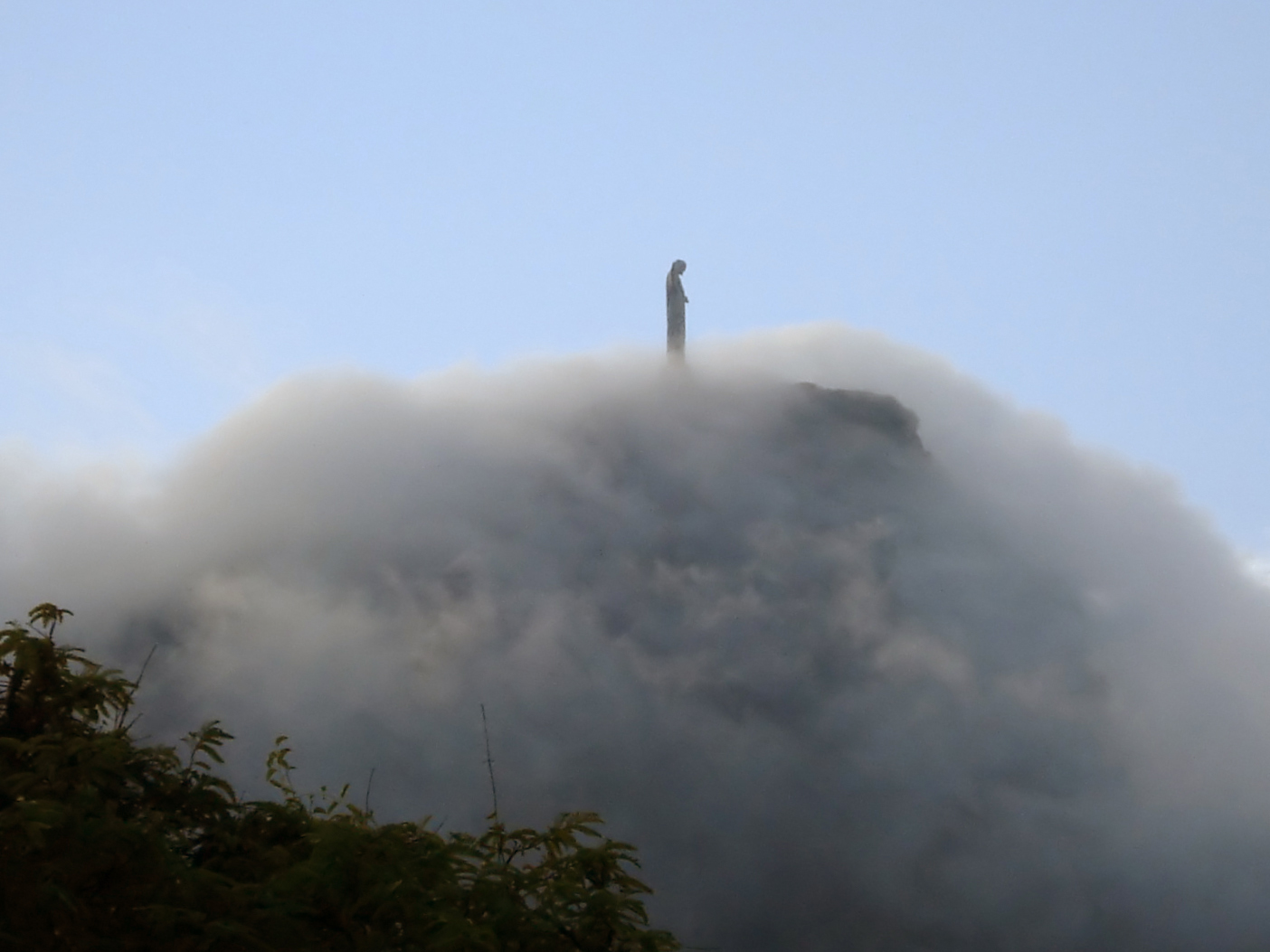
Nuvens sobre a estátua do Cristo Redentor: uma das imagens brasileiras mais conhecidas no mundo.

O clima de Rio de Janeiro é classificado como tropical úmido (Am segundo o modelo de Köppen-Geiger). A temperatura média anual é de 26 °C; o verão é quente e abafado, com precipitação e o inverno é agradável e úmido, com pouca precipitação. Ao longo do ano, normalmente, a temperatura mínima nos meses mais frios é de 17 °C e a temperatura máxima nos meses mais quentes é de 35 °C e raramente são inferiores a 15 °C ou superiores a 37 °C.(estação Bangu)
O Rio de Janeiro é a capital mais quente do Brasil durante o verão. Os verões são marcados por dias quentes e úmidos, com temperaturas que podem chegar aos 40 °C ou mais, enquanto os invernos se apresentam amenos e com regime de chuvas mais restrito, com mínimas raramente inferiores a 15 °C.
De modo geral, o ano pode ser dividido em duas estações: uma quente e chuvosa, e outra de temperaturas agradáveis; desta forma, primavera e outono agregam-se às características das demais, tratando-se mais de intervalos de transição do que estações propriamente definidas. Devido à altíssima concentração de edifícios nas regiões urbanas centrais, mais afastadas do litoral, é comum o surgimento de ilhas de calor, com termômetros superando a marca dos 40 °C nos meses mais quentes do ano. Nessas áreas e em outras, é possível verificar disparidades de alguns graus Celsius com relação às zonas costeiras, em razão das brisas marítimas.
O índice pluviométrico varia conforme às diferenças de altitude, chegando a 2 000 mm nas regiões montanhosas, como em Alto da Boa Vista, onde o índice é superior a 2 000 milímetros (mm) anuais. As precipitações acontecem sob a forma de chuva ou, mais raramente, de granizo, concentrando-se nos meses de dezembro a março e tornando-se mais esparsas no inverno.
Segundo dados do Instituto Nacional de Meteorologia (INMET), desde 1931 a temperatura mínima absoluta no Rio de Janeiro foi registrada na estação meteorológica do bairro Bangu, de 6,4 °C em 18 de agosto de 1933. Em 14 de janeiro de 1984, a mesma estação (desativada em março de 2004) registrou máxima de 43,1 °C, sendo esta a maior temperatura registrada no município até 26 de dezembro de 2012, quando o INMET registrou máxima de 43,2 °C em Santa Cruz, zona oeste da cidade. No bairro Engenho de Dentro foi registrado o maior acumulado de precipitação registrado em 24 horas no Rio de Janeiro, de 349,4 mm em 26 de fevereiro de 1971.
| Dados climatológicos para Rio de Janeiro (Vila Militar)     | Dados climatológicos para Rio de Janeiro (Vila Militar) | Dados climatológicos para Rio de Janeiro (Vila Militar) | Dados climatológicos para Rio de Janeiro (Vila Militar) | Dados climatológicos para Rio de Janeiro (Vila Militar) | Dados climatológicos para Rio de Janeiro (Vila Militar) | Dados climatológicos para Rio de Janeiro (Vila Militar) | Dados climatológicos para Rio de Janeiro (Vila Militar) | Dados climatológicos para Rio de Janeiro (Vila Militar) | Dados climatológicos para Rio de Janeiro (Vila Militar) | Dados climatológicos para Rio de Janeiro (Vila Militar) | Dados climatológicos para Rio de Janeiro (Vila Militar) | Dados climatológicos para Rio de Janeiro (Vila Militar) | Dados climatológicos para Rio de Janeiro (Vila Militar) |
| Mês                                                         | Jan                                                     | Fev                                                     | Mar                                                     | Abr                                                     | Mai                                                     | Jun                                                     | Jul                                                     | Ago                                                     | Set                                                     | Out                                                     | Nov                                                     | Dez                                                     | Ano                                                     |
| ----------------------------------------------------------- | ------------------------------------------------------- | ------------------------------------------------------- | ------------------------------------------------------- | ------------------------------------------------------- | ------------------------------------------------------- | ------------------------------------------------------- | ------------------------------------------------------- | ------------------------------------------------------- | ------------------------------------------------------- | ------------------------------------------------------- | ------------------------------------------------------- | ------------------------------------------------------- | ------------------------------------------------------- |
| Temperatura máxima recorde (°C)                             | 40,9                                                    | 40,3                                                    | 39,8                                                    | 37,1                                                    | 37                                                      | 35,3                                                    | 36,5                                                    | 38,6                                                    | 40,9                                                    | 42,2                                                    | 42,5                                                    | 41,4                                                    | 42,5                                                    |
| Temperatura mínima recorde (°C)                             | 18                                                      | 18,9                                                    | 17,5                                                    | 12                                                      | 10,7                                                    | 8,7                                                     | 8,1                                                     | 9                                                       | 9,2                                                     | 11,2                                                    | 13,9                                                    | 14,5                                                    | 8,1                                                     |
| Fonte: INMET (recordes de temperatura: 12/04/2007-presente) |                                                         |                                                         |                                                         |                                                         |                                                         |                                                         |                                                         |                                                         |                                                         |                                                         |                                                         |                                                         |                                                         |

| Dados climatológicos para Rio de Janeiro (Alto da Boa Vista)                                   | Dados climatológicos para Rio de Janeiro (Alto da Boa Vista) | Dados climatológicos para Rio de Janeiro (Alto da Boa Vista) | Dados climatológicos para Rio de Janeiro (Alto da Boa Vista) | Dados climatológicos para Rio de Janeiro (Alto da Boa Vista) | Dados climatológicos para Rio de Janeiro (Alto da Boa Vista) | Dados climatológicos para Rio de Janeiro (Alto da Boa Vista) | Dados climatológicos para Rio de Janeiro (Alto da Boa Vista) | Dados climatológicos para Rio de Janeiro (Alto da Boa Vista) | Dados climatológicos para Rio de Janeiro (Alto da Boa Vista) | Dados climatológicos para Rio de Janeiro (Alto da Boa Vista) | Dados climatológicos para Rio de Janeiro (Alto da Boa Vista) | Dados climatológicos para Rio de Janeiro (Alto da Boa Vista) | Dados climatológicos para Rio de Janeiro (Alto da Boa Vista) |
| Mês                                                                                            | Jan                                                          | Fev                                                          | Mar                                                          | Abr                                                          | Mai                                                          | Jun                                                          | Jul                                                          | Ago                                                          | Set                                                          | Out                                                          | Nov                                                          | Dez                                                          | Ano                                                          |
| ---------------------------------------------------------------------------------------------- | ------------------------------------------------------------ | ------------------------------------------------------------ | ------------------------------------------------------------ | ------------------------------------------------------------ | ------------------------------------------------------------ | ------------------------------------------------------------ | ------------------------------------------------------------ | ------------------------------------------------------------ | ------------------------------------------------------------ | ------------------------------------------------------------ | ------------------------------------------------------------ | ------------------------------------------------------------ | ------------------------------------------------------------ |
| Temperatura máxima recorde (°C)                                                                | 37,5                                                         | 36,5                                                         | 36,8                                                         | 34,8                                                         | 33                                                           | 32,9                                                         | 32,7                                                         | 38,5                                                         | 37,5                                                         | 38,5                                                         | 37,1                                                         | 38,5                                                         | 38,5                                                         |
| Temperatura máxima média (°C)                                                                  | 30,2                                                         | 30,6                                                         | 29,1                                                         | 27,5                                                         | 25                                                           | 24,3                                                         | 24,1                                                         | 24,6                                                         | 25,2                                                         | 26,3                                                         | 26,8                                                         | 29,1                                                         | 26,9                                                         |
| Temperatura mínima média (°C)                                                                  | 20,8                                                         | 21                                                           | 20,2                                                         | 18,8                                                         | 16,5                                                         | 15,6                                                         | 15,1                                                         | 15,4                                                         | 16,5                                                         | 17,6                                                         | 18,5                                                         | 20                                                           | 18                                                           |
| Temperatura mínima recorde (°C)                                                                | 12                                                           | 15,2                                                         | 14,5                                                         | 11,5                                                         | 10,2                                                         | 6,7                                                          | 7,3                                                          | 8,7                                                          | 8,1                                                          | 10,5                                                         | 11,4                                                         | 10,2                                                         | 6,7                                                          |
| Precipitação (mm)                                                                              | 228,6                                                        | 177,8                                                        | 252                                                          | 201,1                                                        | 180,8                                                        | 154,1                                                        | 179,9                                                        | 150,5                                                        | 219,5                                                        | 194,7                                                        | 239                                                          | 236,8                                                        | 2 414,8                                                      |
| Dias com precipitação                                                                          | 11                                                           | 9                                                            | 11                                                           | 9                                                            | 9                                                            | 8                                                            | 8                                                            | 9                                                            | 11                                                           | 11                                                           | 13                                                           | 12                                                           | 121                                                          |
| Fonte: INMET (normal climatológica de 1991-2020; recordes de temperatura: 01/06/1966-presente) |                                                              |                                                              |                                                              |                                                              |                                                              |                                                              |                                                              |                                                              |                                                              |                                                              |                                                              |                                                              |                                                              |

| Dados climatológicos para Rio de Janeiro (Bangu)                                                   | Dados climatológicos para Rio de Janeiro (Bangu) | Dados climatológicos para Rio de Janeiro (Bangu) | Dados climatológicos para Rio de Janeiro (Bangu) | Dados climatológicos para Rio de Janeiro (Bangu) | Dados climatológicos para Rio de Janeiro (Bangu) | Dados climatológicos para Rio de Janeiro (Bangu) | Dados climatológicos para Rio de Janeiro (Bangu) | Dados climatológicos para Rio de Janeiro (Bangu) | Dados climatológicos para Rio de Janeiro (Bangu) | Dados climatológicos para Rio de Janeiro (Bangu) | Dados climatológicos para Rio de Janeiro (Bangu) | Dados climatológicos para Rio de Janeiro (Bangu) | Dados climatológicos para Rio de Janeiro (Bangu) |
| Mês                                                                                                | Jan                                              | Fev                                              | Mar                                              | Abr                                              | Mai                                              | Jun                                              | Jul                                              | Ago                                              | Set                                              | Out                                              | Nov                                              | Dez                                              | Ano                                              |
| -------------------------------------------------------------------------------------------------- | ------------------------------------------------ | ------------------------------------------------ | ------------------------------------------------ | ------------------------------------------------ | ------------------------------------------------ | ------------------------------------------------ | ------------------------------------------------ | ------------------------------------------------ | ------------------------------------------------ | ------------------------------------------------ | ------------------------------------------------ | ------------------------------------------------ | ------------------------------------------------ |
| Temperatura máxima recorde (°C)                                                                    | 43,1                                             | 40,8                                             | 41,2                                             | 38,9                                             | 36,8                                             | 35,7                                             | 36,1                                             | 40,2                                             | 42                                               | 41,6                                             | 41,6                                             | 41,1                                             | 43,1                                             |
| Temperatura máxima média (°C)                                                                      | 33,9                                             | 34,8                                             | 33                                               | 31,5                                             | 29                                               | 28,2                                             | 27,5                                             | 28,4                                             | 28,3                                             | 29,9                                             | 31,5                                             | 32,8                                             | 30,7                                             |
| Temperatura mínima média (°C)                                                                      | 23,8                                             | 24                                               | 23,2                                             | 21,7                                             | 19,3                                             | 17,8                                             | 17,1                                             | 17,7                                             | 18,6                                             | 20,3                                             | 21,7                                             | 22,9                                             | 20,7                                             |
| Temperatura mínima recorde (°C)                                                                    | 16,9                                             | 15                                               | 15,4                                             | 12,5                                             | 9,8                                              | 6,8                                              | 8,8                                              | 6,4                                              | 9,8                                              | 8,9                                              | 11,4                                             | 14                                               | 6,4                                              |
| Precipitação (mm)                                                                                  | 204,9                                            | 148,7                                            | 155,7                                            | 108,7                                            | 74,8                                             | 56,4                                             | 43,5                                             | 38,8                                             | 81,2                                             | 80,9                                             | 105                                              | 152,4                                            | 1 251                                            |
| Dias com precipitação (≥ 1 mm)                                                                     | 12                                               | 9                                                | 10                                               | 7                                                | 7                                                | 5                                                | 5                                                | 5                                                | 9                                                | 9                                                | 9                                                | 11                                               | 98                                               |
| Fonte: INMET (normal climatológica de 1981-2010; recordes de temperatura: 01/01/1931 a 31/03/2004) |                                                  |                                                  |                                                  |                                                  |                                                  |                                                  |                                                  |                                                  |                                                  |                                                  |                                                  |                                                  |                                                  |

| Dados climatológicos para Rio de Janeiro (Realengo)                                                                                               | Dados climatológicos para Rio de Janeiro (Realengo) | Dados climatológicos para Rio de Janeiro (Realengo) | Dados climatológicos para Rio de Janeiro (Realengo) | Dados climatológicos para Rio de Janeiro (Realengo) | Dados climatológicos para Rio de Janeiro (Realengo) | Dados climatológicos para Rio de Janeiro (Realengo) | Dados climatológicos para Rio de Janeiro (Realengo) | Dados climatológicos para Rio de Janeiro (Realengo) | Dados climatológicos para Rio de Janeiro (Realengo) | Dados climatológicos para Rio de Janeiro (Realengo) | Dados climatológicos para Rio de Janeiro (Realengo) | Dados climatológicos para Rio de Janeiro (Realengo) | Dados climatológicos para Rio de Janeiro (Realengo) |
| Mês | Jan                                                 | Fev                                                 | Mar                                                 | Abr                                                 | Mai                                                 | Jun                                                 | Jul                                                 | Ago                                                 | Set                                                 | Out                                                 | Nov                                                 | Dez                                                 | Ano                                                 |
| --- | --------------------------------------------------- | --------------------------------------------------- | --------------------------------------------------- | --------------------------------------------------- | --------------------------------------------------- | --------------------------------------------------- | --------------------------------------------------- | --------------------------------------------------- | --------------------------------------------------- | --------------------------------------------------- | --------------------------------------------------- | --------------------------------------------------- | --------------------------------------------------- |
| Temperatura máxima recorde (°C) | 40,5                                                | 40,3                                                | 39,5                                                | 38                                                  | 35,6                                                | 35,4                                                | 35,5                                                | 38,5                                                | 40,6                                                | 42                                                  | 40,3                                                | 41,5                                                | 42                                                  |
| Temperatura máxima média (°C) | 32,6                                                | 33,3                                                | 32,5                                                | 30,8                                                | 28,1                                                | 27,7                                                | 26,9                                                | 28                                                  | 28                                                  | 29,2                                                | 30,4                                                | 31,3                                                | 29,9                                                |
| Temperatura mínima média (°C) | 23,5                                                | 23,5                                                | 23,1                                                | 21,3                                                | 18,4                                                | 16,8                                                | 16,4                                                | 17,4                                                | 18,2                                                | 20                                                  | 21,3                                                | 22,6                                                | 20,2                                                |
| Temperatura mínima recorde (°C) | 17,8                                                | 16,9                                                | 17,3                                                | 13,7                                                | 12,2                                                | 9                                                   | 8,5                                                 | 9,8                                                 | 10                                                  | 11,6                                                | 13,2                                                | 16,5                                                | 8,5                                                 |
| Precipitação (mm) | 169,4                                               | 113,4                                               | 137,8                                               | 92,4                                                | 52,8                                                | 32,8                                                | 43,7                                                | 26,6                                                | 48,1                                                | 82,2                                                | 111,7                                               | 163,9                                               | 1 074,8                                             |
| Fonte: INMET (normal climatológica de 1981-2010; recordes de temperatura: 01/04/1971 a 31/10/1976, 01/06/1986 a 30/11/1986 e 01/01/1999-presente) |                                                     |                                                     |                                                     |                                                     |                                                     |                                                     |                                                     |                                                     |                                                     |                                                     |                                                     |                                                     |                                                     |

| Dados climatológicos para Rio de Janeiro (Santa Cruz)                                                                    | Dados climatológicos para Rio de Janeiro (Santa Cruz) | Dados climatológicos para Rio de Janeiro (Santa Cruz) | Dados climatológicos para Rio de Janeiro (Santa Cruz) | Dados climatológicos para Rio de Janeiro (Santa Cruz) | Dados climatológicos para Rio de Janeiro (Santa Cruz) | Dados climatológicos para Rio de Janeiro (Santa Cruz) | Dados climatológicos para Rio de Janeiro (Santa Cruz) | Dados climatológicos para Rio de Janeiro (Santa Cruz) | Dados climatológicos para Rio de Janeiro (Santa Cruz) | Dados climatológicos para Rio de Janeiro (Santa Cruz) | Dados climatológicos para Rio de Janeiro (Santa Cruz) | Dados climatológicos para Rio de Janeiro (Santa Cruz) | Dados climatológicos para Rio de Janeiro (Santa Cruz) |
| Mês | Jan                                                   | Fev                                                   | Mar                                                   | Abr                                                   | Mai                                                   | Jun                                                   | Jul                                                   | Ago                                                   | Set                                                   | Out                                                   | Nov                                                   | Dez                                                   | Ano                                                   |
| --- | ----------------------------------------------------- | ----------------------------------------------------- | ----------------------------------------------------- | ----------------------------------------------------- | ----------------------------------------------------- | ----------------------------------------------------- | ----------------------------------------------------- | ----------------------------------------------------- | ----------------------------------------------------- | ----------------------------------------------------- | ----------------------------------------------------- | ----------------------------------------------------- | ----------------------------------------------------- |
| Temperatura máxima recorde (°C)                                                                                          | 42,5                                                  | 41,5                                                  | 40,1                                                  | 38,5                                                  | 36                                                    | 35,2                                                  | 36                                                    | 39,1                                                  | 41,2                                                  | 41,2                                                  | 40,5                                                  | 43,2                                                  | 43,2                                                  |
| Temperatura máxima média (°C)                                                                                            | 32,7                                                  | 33,6                                                  | 32,3                                                  | 30,8                                                  | 28,2                                                  | 27,6                                                  | 26,7                                                  | 27,7                                                  | 27,4                                                  | 28,7                                                  | 30                                                    | 31,2                                                  | 29,7                                                  |
| Temperatura mínima média (°C)                                                                                            | 22,9                                                  | 23,1                                                  | 22,6                                                  | 21,4                                                  | 19,1                                                  | 18                                                    | 17,3                                                  | 17,8                                                  | 18,5                                                  | 19,7                                                  | 20,9                                                  | 22                                                    | 20,3                                                  |
| Temperatura mínima recorde (°C)                                                                                          | 16,9                                                  | 17,8                                                  | 16,4                                                  | 13,2                                                  | 12                                                    | 9                                                     | 9,7                                                   | 11,6                                                  | 11,3                                                  | 13,3                                                  | 14,6                                                  | 16,1                                                  | 9                                                     |
| Precipitação (mm) | 143,8                                                 | 100,1                                                 | 110,6                                                 | 101,3                                                 | 67,7                                                  | 48                                                    | 52,2                                                  | 36,7                                                  | 71,4                                                  | 76,7                                                  | 92,8                                                  | 138,9                                                 | 1 040,2                                               |
| Dias com precipitação (≥ 1 mm)                                                                                           | 11                                                    | 8                                                     | 9                                                     | 7                                                     | 7                                                     | 5                                                     | 6                                                     | 6                                                     | 8                                                     | 8                                                     | 9                                                     | 11                                                    | 95                                                    |
| Fonte: INMET (normal climatológica de 1981-2010; recordes de temperatura: 01/01/1963 a 16/10/1994 e 05/04/1998-presente) |                                                       |                                                       |                                                       |                                                       |                                                       |                                                       |                                                       |                                                       |                                                       |                                                       |                                                       |                                                       |                                                       |

## Parques e espaços públicos

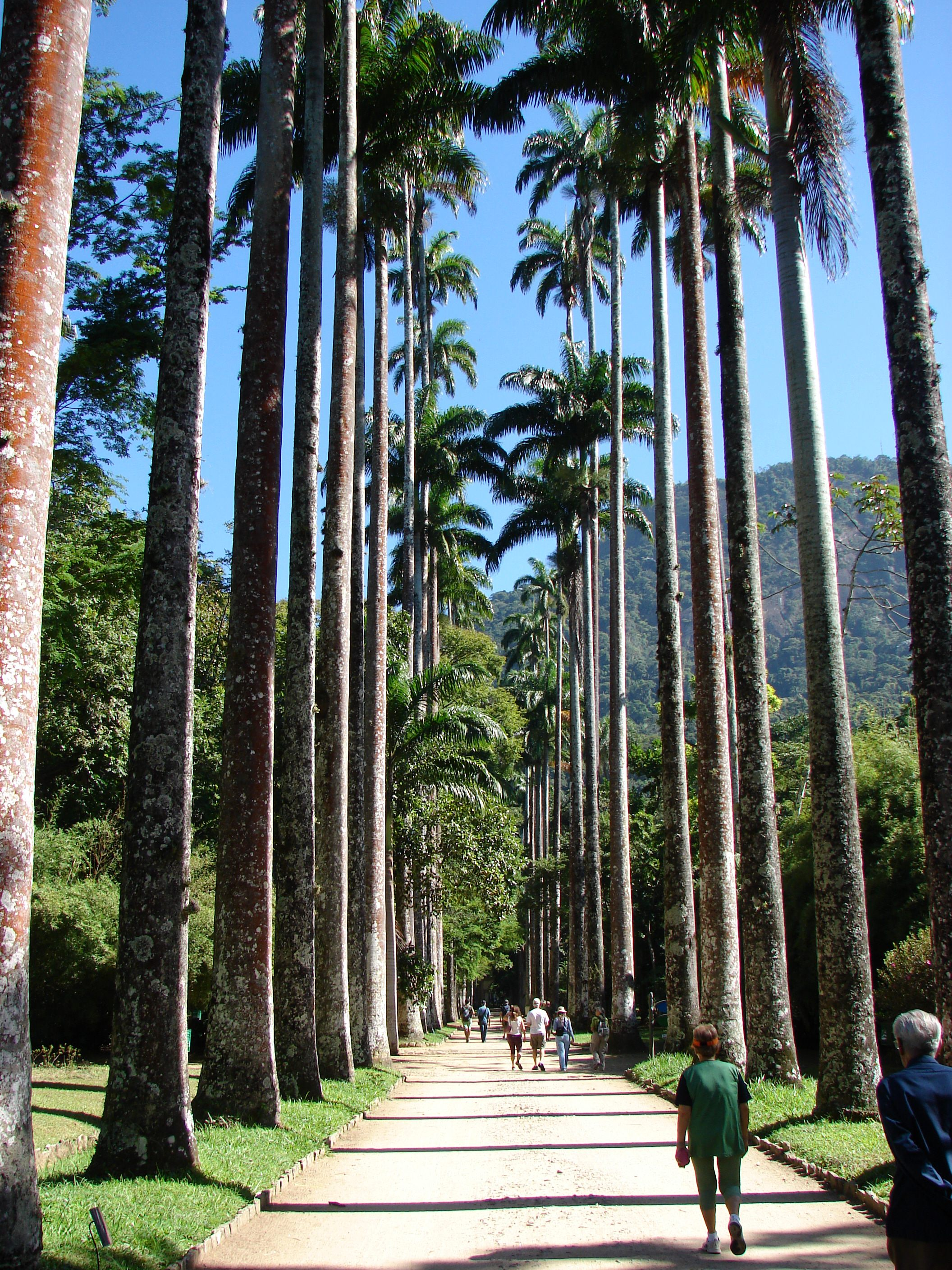
Palmeiras Imperiais da Aleia Barbosa Rodrigues, no Jardim Botânico.

A cidade conta com importantes parques e reservas ecológicas, como o Parque Nacional da Tijuca, considerado "Patrimônio Ambiental e Reserva da Biosfera" pela UNESCO, o Parque Estadual da Pedra Branca, o Complexo da Quinta da Boa Vista e o Jardim Botânico, o mais antigo do Brasil,), o Jardim Zoológico do Rio, o primeiro Jardim zoológico nacional, o Parque Estadual da Pedra Branca, que abriga o ponto culminante do Rio de Janeiro: o pico da Pedra Branca, o Passeio Público.

### Problemas ambientais
Em razão da alta concentração de indústrias na região metropolitana, o Rio de Janeiro, como a maioria das grandes metrópoles brasileiras, tem enfrentado sérios problemas de poluição ambiental. A baía de Guanabara, vitimizada pela perda secular das áreas de mangue, agoniza com resíduos provenientes de esgotos domiciliares e industriais, além dos derrames de óleo e da crescente presença de metais pesados. Não obstante suas águas se renovem ao confluírem para o mar, a baía é receptora final de todos os afluentes gerados nas suas margens e nas bacias dos muitos rios e riachos que nela deságuam. Mais de 14 mil estabelecimentos industriais e quatorze terminais marítimos de carga e descarga de produtos oleosos estão entre os principais causadores da poluição. Os níveis de material particulado no ar também se encontram duas vezes acima do recomendado pela Organização Mundial da Saúde, em parte,devido à numerosa frota de veículos em circulação. Em uma pesquisa divulgada pelo jornal Folha de S. Paulo, o Rio de Janeiro foi apontado como a quinta capital mais poluída do Brasil, atrás apenas de São Paulo, Porto Alegre, Belo Horizonte e Curitiba.

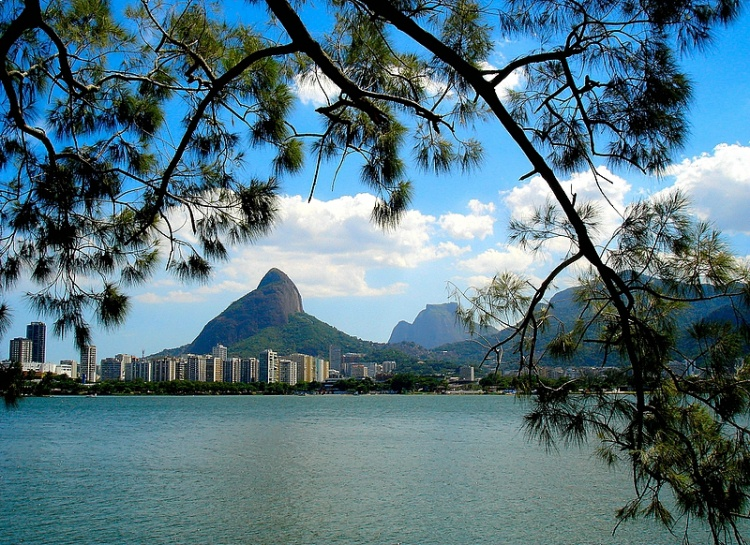
Lagoa Rodrigo de Freitas, atualmente em processo de despoluição.

As águas da baía de Sepetiba seguem lentamente o caminho traçado pela baía de Guanabara, embora com características de degradação distintas. Esgotos domiciliares produzidos por uma população da ordem de 1,29 milhão de habitantes degradam diretamente a qualidade sanitária das águas quando lançados sem tratamento em valões, córregos ou rios. Com relação à poluição industrial, rejeitos de grande toxicidade, dotados de altas concentrações de metais pesados - principalmente zinco e cádmio -, já foram despejados ao longo dos anos por fábricas dos distritos industriais de Santa Cruz, Itaguaí e Nova Iguaçu, implantados sob orientação de políticas estaduais voltadas, sobretudo, à polarização da expansão fabril em áreas menos congestionadas.
A lagoa de Marapendi e a lagoa Rodrigo de Freitas têm sofrido com a leniência das autoridades e o avanço dos condomínios no local. O despejo de esgoto por ligações clandestinas e a consequente proliferação de algas diminuem a oxigenação das águas, ocasionando a mortandade de peixes. Estima-se que, a contar do início do século passado até os dias atuais, o espelho d'água da lagoa tenha perdido 40% de sua cobertura original.
Algumas praias da orla carioca, na maior parte do ano, encontram-se impróprias para o banho. É comum após um grande temporal a formação de "línguas negras" nas areias das praias, originadas de detritos trazidos dos morros pelas chuvas.
Segundo boletim da Secretaria Municipal do Meio Ambiente, parte de Ipanema, Arpoador e Praia Vermelha, além de Bica, Guanabara e Central (Urca), são consideradas impróprias para o banho, haja vista que suas areias têm alta concentração de coliformes e da bactéria Escherichia coli, que indica a presença de lixo e fezes.
Há, por outro lado, sinais de despoluição na lagoa Rodrigo de Freitas, um dos principais cartões-postais do Rio de Janeiro. Uma parceria público-privada estabelecida em 2008 visa garantir que, até 2011, as águas da lagoa estejam próprias para o banho. As ações de despoluição envolvem a planificação do Leito aquático, com transferência de lodo para grandes crateras presentes na própria lagoa, e a criação de uma nova ligação direta e subterrânea com o mar, que contribuirá no sentido de aumentar a troca diária de água entre os dois ambientes.